# Ioan Iacob
Ioan Iacob (* 1954) ist ein rumänisch-deutscher bildender Künstler.

## Leben
Ioan Iacob lebt und arbeitet seit 1975 in Düsseldorf. Seine Eltern sind deutschstämmig. Iacob studierte von 1977 bis 1984 an der Kunstakademie in Düsseldorf bei Gotthard Graubner, dessen Meisterschüler er am Ende seines Studiums war. Ioan Iacobs Arbeiten finden sich im Besitz von Museen und privaten Sammlungen. In Rumänien gilt er als wichtiger Vertreter zeitgenössischer Malerei.

## Werk
Iacob arbeitet in Öl, Aquarellen und Zeichnungen seine Motive heraus. In Stillleben und Porträts ist die Farbe sein charakteristisches Ausdrucksmittel.

„In den Bildern Ioan Iacobs dominiert eine explodierende Farbigkeit, die der Maler über Variation des einzelnen Farbtons erzielt. Kontraste werden in seinem Arbeitsprozess durch eine komplementäre Malerei geschaffen. Seine Bilder sind einesteils anhand vieler Gegenstände durchkomponiert oder konzentrieren sich anderenteils auf ein Sujet. Die Bildgröße variieren von Riesen- zu Kleinformaten. Die absolute Malerei des Künstlers reflektiert sich in der Abwandlung eines Tons und eines Farbklangs in den gegenständlich reduzierten Bildern. Kein Blau ist wie das andre. Der Gegenstand tritt als Farbfläche auf und schafft vielfältige Assoziationen. Darin liegt das außerordentliche der Malerei Ioan Iacobs.“

## Ausstellungen (Auswahl)
- 1980: Kunstverein Düsseldorf
- 1988: Jürgen-Ponto-Stiftung, Dresdner Bank, Frankfurt
- 1986: Galerie Kleinsimlinghaus, Düsseldorf
- 1993: Kunstpalast Düsseldorf
- 1994: Galerie Brennecke, Berlin
- 1994: Kunsthalle Darmstadt – Sammlung Franken
- 1994: Stadtmuseum Langen
- 1995: Kunstpalast Krakau – Sammlung Franken
- 1996: Galerie Fahlbusch, Mannheim
- 1997: Raketenstation Hombroich – Museum Insel Hombroich
- 2001: Kunsthalle Düsseldorf – Sammlung Kemp
- 2002: Galerie Schmalfuß, Marburg
- 2007: Nationalmuseum Brukenthal Hermannstadt[3]
- 2008: Halle 6 Galerie Christine Hölz[4]
- 2009: Centro Espositivo Rocca Paolina, Perugia
- 2010: Sammlung Kemp – Bundesbank, Düsseldorf
- 2011: Museum Würth, Künzelsau
- 2011: Museum Palais Mogosoaia, Bukarest
- 2014: Werft 77, Düsseldorf, „Menschenskind“[5]

## Preise
- 1981: Förderpreis der Jürgen-Ponto-Stiftung
- 1982: Max-Ernst-Stipendium der Stadt Brühl